# Charles Fortuné Willermoz

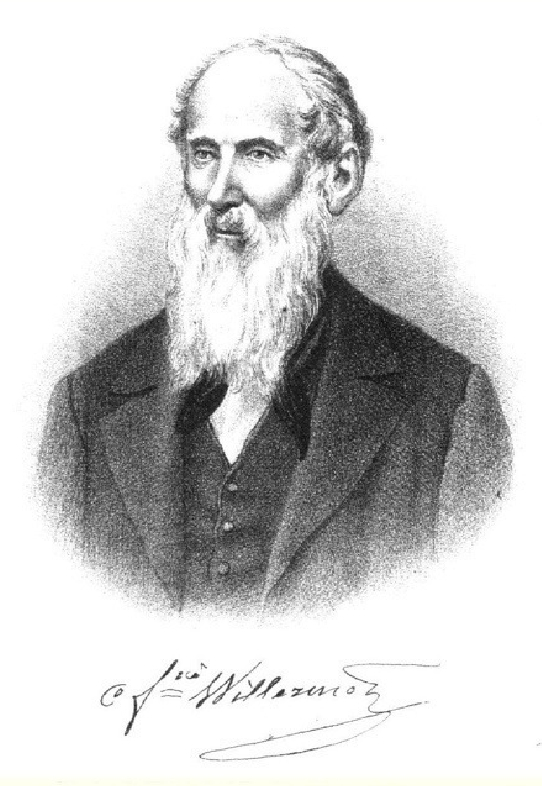
Charles Fortuné Willermoz

Charles Fortuné Willermoz (* 6. März 1804 in Coligny; † 6. Oktober 1879 in Champagne-au-Mont-d’Or) war ein französischer Pomologe.

## Leben

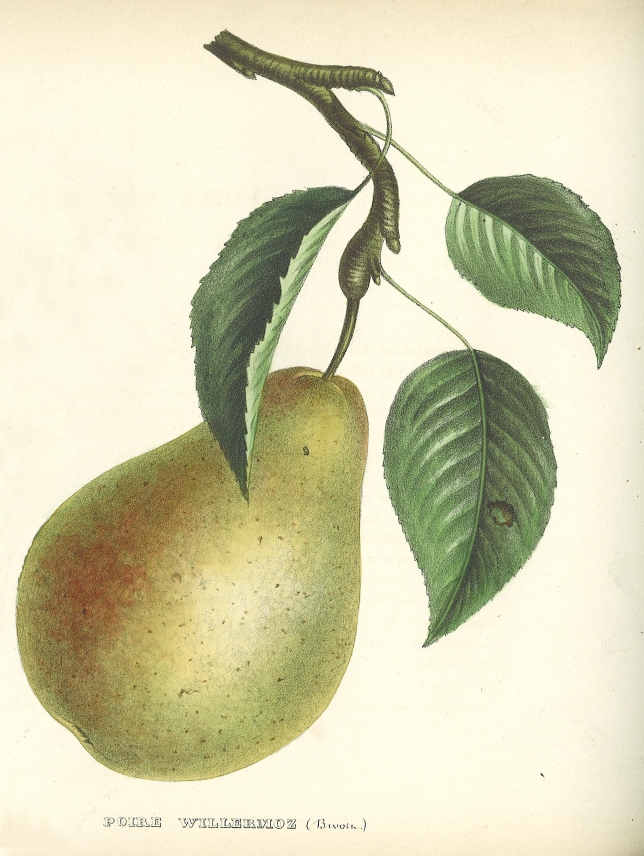
Poire Willermoz

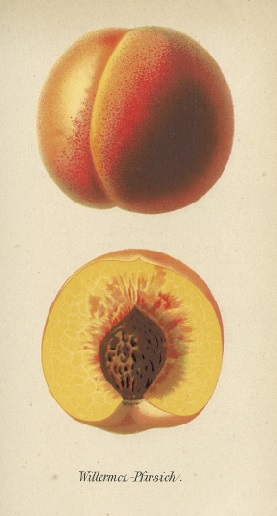
Willermoz-Pfirsich

Charles Fortuné Willermoz wurde am 6. März 1804 in Coligny als Sohn eines Handwerkers geboren. Sein Pate ermöglichte ihm den Besuch der Schule seiner Geburtsstadt, die von Abbé Cabucheat geleitet wurde. Bereits im Alter von 15 Jahren unterrichtete er in einem Pensionat in Montluel. Fünf Jahre später wechselte er an ein Internat in Lyon.
Schließlich begann er, als Kaufmann in einem Unternehmen zu arbeiten, das mit Kolonialwaren handelte. Nachdem er im Alter von 28 Jahren geheiratet hatte, eröffnete er ein eigenes Handelsgeschäft.
Willermoz beschäftigte sich zunehmend mit dem Obstbau. Schließlich gab er sein Geschäft auf und zog nach Oullins bei Lyon, um sich ganz dem Obstbau widmen zu können.
Im Jahr 1843 gründete er mit anderen Pomologen in Lyon die Société d’horticulture practique du Rhône, deren Generalsekretär er bis 1860 war. Auf seine Initiative hin wurde 1856 der Congrès pomologique gegründet, deren erster Präsident Charles Baltet wurde, während Willermoz bis 1865 das Amt des Sekretärs bekleidete. 1873 wurde er zum Vizepräsidenten der Gesellschaft ernannt. Zusammen mit dem Botanikprofessor Nicola Charles Seringe und M. Henon gab er die Monatszeitschrift Flore et Pomone lyonnaises, ou Dessins et description des fleurs et des fruits. der Société d’horticulture du Rhône heraus, die 1848 mit dem Bulletin de la Société d’horticulture du Rhône verschmolzen wurde.
1848 wurde er zum Professor für Obstbau an der Schule für Gartenbau für das Departement Rhône ernannt. In dieser Funktion unterrichtete er zahlreiche Schüler in der Sortenkunde und auch im Baumschnitt. Auch an der Schule von Ecully bildete er Gärtner aus, unterrichtete aber auch am Gartenbau interessierte Amateure. Für einige Jahre unterrichtete er auch Gartenbau und Obstbaumzucht an der Schule von Villefranche. Schließlich wurde er auf Empfehlung von Hénon, dem ehemaligen Direktor der Schule für Gartenbau in Lyon, nach Genf berufen, um dort Konferenzen für Gartenbau zu organisieren.
1849 wurde er zum Direktor der Alten Departements-Baumschule des Departements Rhône ernannt.
Er soll ein herausragendes Gedächtnis gehabt haben, so dass er bald als einer der besten Sortenkenner Frankreichs galt. Über die Société d’horticulture pratique du Rhône veröffentlichte er das achtbändige Werk Pomologie de la France, das aufgrund der von Willermoz angefertigten akribischen Sortenbeschreibungen ein Standardwerk der französischen Pomologie wurde. Auch in englischen, deutschen und belgischen Fachzeitschriften wurden zahlreiche Artikel zu Sortenkunde von ihm veröffentlicht.
Nachdem die Departementsregierung auf dem Gelände in Ecully eine landwirtschaftliche Versuchsanstalt gegründet hatte, zog er mit seiner Ehefrau und der Tochter auf ein Landgut in Champagne-au-Mont-d’Or. Er arbeitete hier intensiv weiter an seinen pomologischen Studien.
Charles Fortuné Willermoz starb am 6. Oktober 1879 im Alter von 76 Jahren auf seinem Landgut in Champagne-au-Mont-d’Or.

## Ehrungen
Alexandre Bivort benannte eine von ihm gezüchtete Birne zu Ehren von Charles Willermoz als Poire Willermoz. Die Birne wurde in Deutschland unter dem Namen Willermoz Butterbirne verbreitet. Der Pomologe P. Champ Gaillard aus Brignais nannte eine von ihm aus Amerika eingeführte Pfirsichsorte zu Ehren von Willermoz Pêche Willermoz, der in Deutschland unter dem Namen Willermoz-Pfirsich verbreitet wurde.

## Werke
- Essai sur la taille des arbres fruitiers: greffe lagrange.  J. Nigon, Lyon 1853
- Observations sur le genre poirier: principalement sur les espèces jardinières qui ont été présentées à l’exposition de la société d’horticulture pratique du Rhône en septembre 1848, 1849
- Instructions familières sur lh̓orticulture. J. Nigon, Lyon 1855

- Conférences horticoles. J. Nigon, Lyon 1871

- Pomologie de la France ou histoire et description de tous les fruits cultivés en France et admis par le Congrès pomologique institué par la Société impériale d’horticulture pratique du Rhône.
  - Tome I, Poires, J. Nigon, Lyon 1863
  - Tome II, Poires, J. Nigon, Lyon 1864
  - Tome III, Poires, J. Nigon, Lyon 1865
  - Tome IV, Poires, J. Nigon, Lyon 1867
  - Tome V, Pommes, J. Nigon, Lyon 1868
  - Tome VI, Pêches, abricots, J. Nigon, Lyon 1869
  - Tome VII, Prunes, cerises, J. Nigon, Lyon 1871
  - Tome VIII, Raisins, framboises,groseillies, cassis, coings, nèfles, J. Nigon, Lyon 1873